# Ontholestes
Genre
Ontholestes est un genre de coléoptères de la famille des Staphylinidae.

## Espèces rencontrées en Europe
- Ontholestes haroldi (Eppelsheim, 1884)
- Ontholestes marginalis (Gené, 1836)
- Ontholestes murinus (Linnaeus, 1758)
- Ontholestes tessellatus (Geoffroy, 1785)

## Liste d'espèces
Selon Catalogue of Life (1 septembre 2014) :
- Ontholestes asiaticus
- Ontholestes aurosparsus
- Ontholestes callistus
- Ontholestes gracilis
- Ontholestes hairaerensis
- Ontholestes hayashii
- Ontholestes inauratus
- Ontholestes murinus
- Ontholestes napoensis
- Ontholestes oculatus
- Ontholestes orientalis
- Ontholestes paramurinus
- Ontholestes proximus
- Ontholestes rosti
- Ontholestes simulator
- Ontholestes tenuicornis
- Ontholestes tessellatus
- Ontholestes xinqiaoensis